# Starczynów
Starczynów – dawna wieś, od 1958 część Bukowna, w województwie małopolskim, w powiecie olkuskim. Rozłożony jest po obu stronach Kolei Iwangrodzko-Dąbrowskiej z lat 80. XIX wieku, obok Pustyni Starczynowskiej (zwanej też Dziadowskim Morzem), powstałej – podobnie jak Pustynia Błędowska – za przyczyną wycięcia okolicznych lasów na cele górnicze i hutnicze.
Starczynów ma najdłuższą historię ze wszystkich bukowieńskich dzielnic. Swoją nazwę zawdzięcza najprawdopodobniej od formy przezwiskowej właściciela - Starczyn. W 1534 r. Seweryn Boner przywołał dwie dawniejsze nazwy Starczynowa, pisząc o tejże wsi:" Oleynow vel Starczynow", "Odynow, który teraz nazwano Starczynowem". Miasto Olkusz w latach 1365 i 1402 kupowało wieś, odkrywając w niej złoża galeny oraz widząc potencjał w nadrzecznych terenach. W XVI w. rozwój przyniosła budowa Sztolni Starczynowskiej. Na początku XVI w. pracowały tutaj dwie huty, napędzane przy pomocy Czartorii (in. Sztoła), rzeki przepływającej niegdyś przez Starczynów. Wieś znacząco się wzbogaciła, wskutek czego w 1554 r. zostały jej nadane przez sejm prawa miejskie. Mieściła się tutaj papiernia, gdzie wyprodukowano papier, na którym podpisano Unię Lubelską. Otoczony był lasem sosnowo - bukowym zwanym przez lata "Polesz"- od czego nazwano pobliską osadę, czyli Polis. Wieś będąca własnością Olkusza położona była w drugiej połowie XVI wieku w powiecie proszowskim województwa krakowskiego. Przełom XVII i XVIII w. to stopniowy upadek Starczynowa z powodu rabunków ze strony wojsk. W 1790 r. było tu 29 domów.
Do 1954 wieś w gminie Bolesław; w latach 1954–1957 w gromadzie Bukowno-Osiedle, składającej się z trzech sołectw – Starczynowa, Boru Biskupiego i Podlesia oraz przysiółków Polis i Podpolis. 
1 stycznia 1958 gromadę Bukowno-Osiedle zniesiono, nadając jej statusu osiedla, przez co Starczynów stał się formalnie częścią składową Bukowna, któremu nadano prawa miejskie 18 lipca 1962 z równoczesną zmianą nazwy na Bukowno.